# Opel Astra
O Astra é um modelo familiar de porte médio da Opel, o qual compartilha plataforma com o Peugeot 308 desde a geração Astra L.
O nome Astra surgiu em 1980, pelas mãos da Vauxhall. Àquela altura, o mesmo carro era vendido por dois nomes diferentes: Opel Kadett e Vauxhall Astra. A partir da Geração F, porém, a GM decidiu unificar os nomes, deixando o nome Kadett na aposentadoria. Oportuno: a troca/unificação dos nomes ocorreu na época da Queda do Muro de Berlim. A Alemanha Oriental vivia sob uma Ditadura Comunista, tornando-se uma consumidora dos produtos ocidentais a partir de então. Como o nome Kadett poderia ter lembranças com militares, o nome Astra se manteve por uma corretíssima decisão da General Motors.

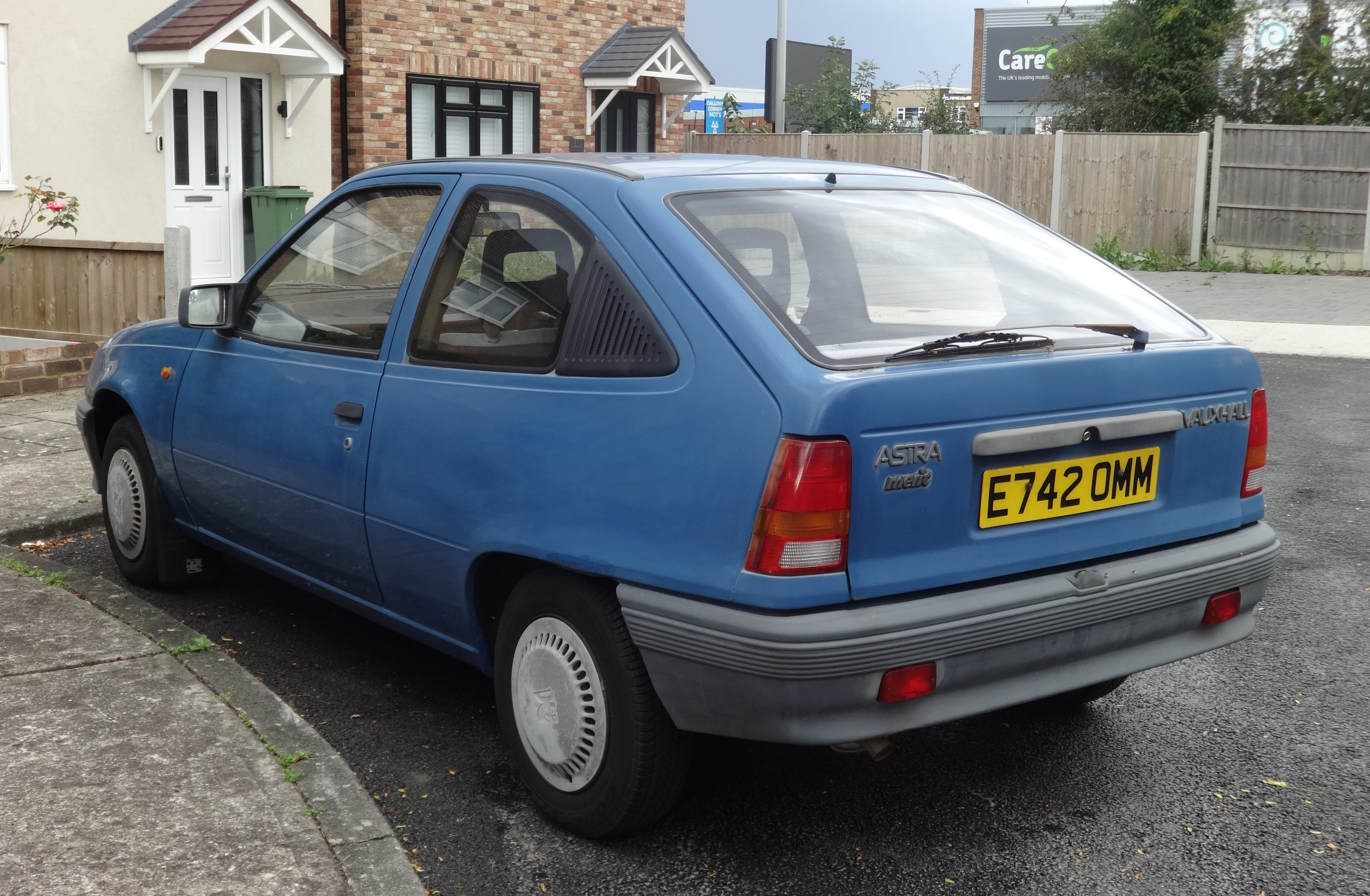
O Kadett E na sua versão britânica, o Vauxhall Astra B.

A quinta geração foi lançada no final de 2015. O novo Astra usa motores 1.0 Turbo de 105 cv e 1.6 CDTI de 110 cv que prometem consumos de, respetivamente, 4,3 e 3,4/100.
Opel, que pertencia ao um grupo francês  PSA Peugeot-Citroën, também se tornou parte do Grupo Stellantis.

## Na América
Em países da América do Sul, o Astra chegou com o nome inicial de Chevrolet Astra. Em 2005, a terceira geração do Chevrolet Vectra brasileiro foi desenvolvida em cima do Opel Astra H, criando uma inédita versão Sedan (anos depois, a GM decidiu mandar para a Europa esta versão, que foi totalmente desenvolvida no Brasil). Na Austrália, o Astra foi vendido sob a marca Holden até 2020. Curiosidade: suas duas primeiras gerações foram, na verdade, uma versão do Nissan Pulsar, rebatizada de Holden Astra. A última geração, na verdade, era um Chevrolet Cruze Sedan rebatizado como Holden Astra. Nos EUA, o Saturn Astra foi o nome escolhido para o modelo (vendido sob a antiga divisão Saturn, descontinuada em 2010). No México e na América Central, o Astra foi vendido sob a marca Chevrolet.

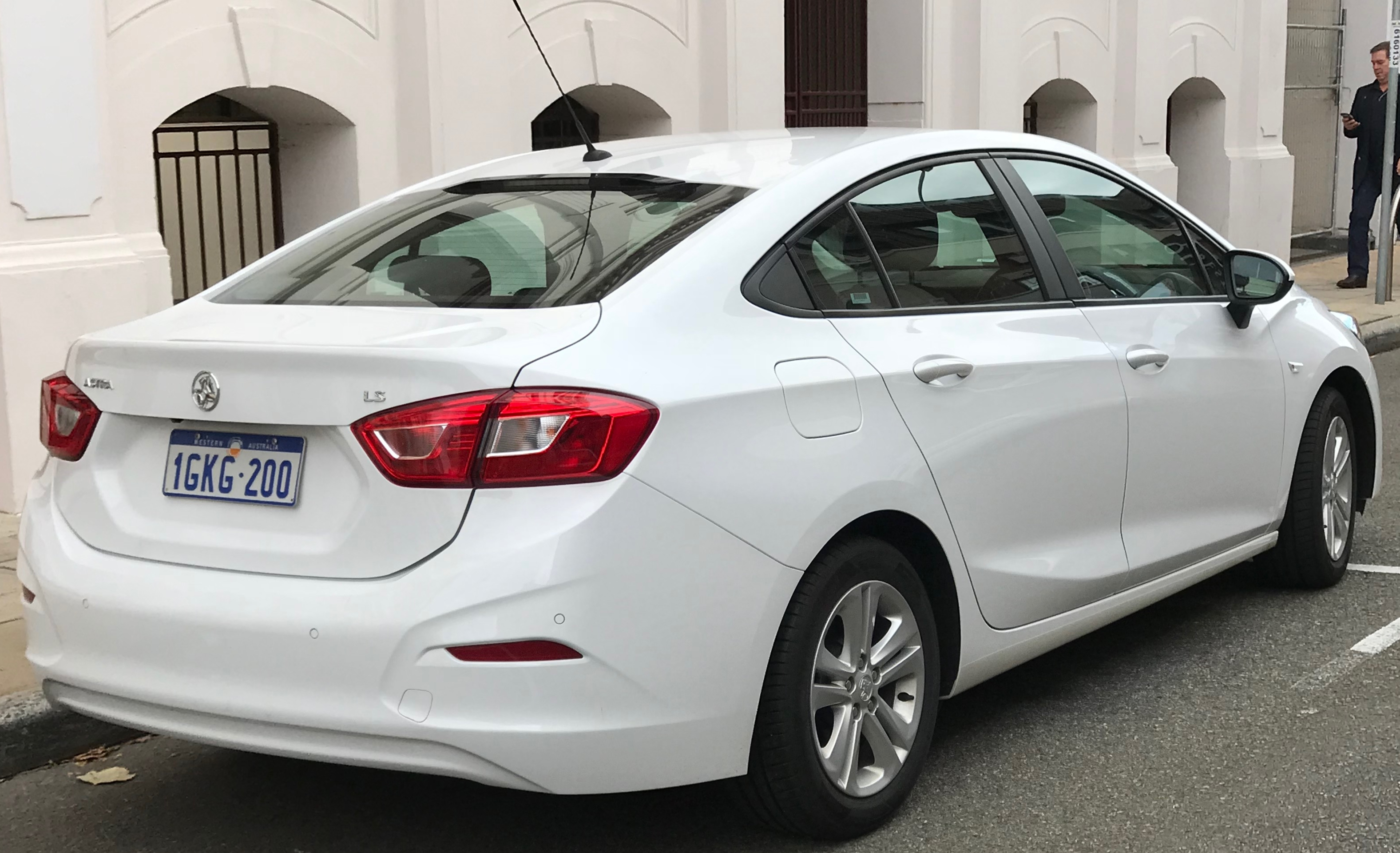
Vauxhall Astra Sedan 2020

## Galeria de imagens
- opel Astra F (1991-98) hatchback
- Opel Astra F (1991-98)Sedan
- Opel Astra F (1991-98) Caravan
- Opel Astra G (1998-2004) hatchback
- Opel Astra G (1998-2004) Carrinha
- Opel Astra H (2004-2010) hatchback
- Opel Astra H (2004-2010) TwinTop (coupé)
- Opel Astra H (2004-2010) Caravan
- Opel Astra H (2004-2010) Sedan
- Opel Astra J (2009-2015)
- Opel Astra K (2015-2021)
- Opel Astra L (2021-presente)